# Takatoshi Nishiwaki
Takatoshi Nishiwaki (西脇 隆俊, Nishiwaki Takatoshi), né le 15 juillet 1955 à Kyoto, est un homme politique japonais. Il est gouverneur de la préfecture de Kyoto depuis 2018.

## Biographie
Le 8 avril 2018, il est élu gouverneur de la préfecture de Kyoto avec 55,9 % des voix après avoir obtenu le soutien du Parti libéral-démocrate et du Kōmeitō, partis dirigeants du pays, comme de ceux de l'opposition. Le 16 avril suivant, il succède à Keiji Yamada dont il souhaite poursuivre la même politique.